# تيدي تشارلز
تيدي تشارلز (بالإنجليزية: Teddy Charles)‏ هو عازف جاز وعازف بيانو وملحن أمريكي، ولد في 13 أبريل 1928 في شيكوبي في الولايات المتحدة، وتوفي في 16 أبريل 2012 في Riverhead, New York ‏ في الولايات المتحدة.

## وصلات خارجية
- تيدي تشارلز على موقع IMDb (الإنجليزية)
- تيدي تشارلز على موقع ميوزك برينز (الإنجليزية)
- تيدي تشارلز على موقع أول ميوزيك (الإنجليزية)
- تيدي تشارلز على موقع ديسكوغز (الإنجليزية)